# Seraoxa
Seraoxa (em avéstico: 𐬯𐬭𐬀𐬊𐬴𐬀 / 𐬯𐬆𐬭𐬀𐬊𐬴𐬀; romaniz.: Sraoṣ̌a ou Səraoṣ̌a; em persa médio: 𐭮𐭫𐭥𐭱; romaniz.: Sroš; em persa: سروش; romaniz.: Suruš) é o nome avéstico do iazata zoroastrista da "Consciência" e "Observância", que sobreviveu no islamismo iraniano como o anjo Suroxe.

## Nome
Seraoxa (s(ə)raoša-) ocorre no avéstico como substantivo comum e nome próprio, derivando da extensão s de √sraw-/sru-, "ouvir". Como verbo, tem o significado base de "obedecer, ser complacente", isto é, "ouvir e obedecer". Nos Gatas avésticos, há a forma finita səraošānē, "serei obediente". Um derivado primário em -ti- é atestado no védico śruṣṭí-, "obediência", e nos Gatas avésticos asrušti-, "desobediência". Outros derivados avésticos são sraošyā-, "punição", sraošin-, "obediente, consciente", e sraošya-, "merecedor de disciplina, punição". Nesse contexto, s(ə)raoša- se enquadra no campo semântico de "escutar, obediência, disciplina", enquanto sraošō.carana- significa o "instrumento de (administrar) obediência, punição" e sraošāwarəza- é o executor da obediência, disciplina.

## Nas escrituras
Seraoxa tem lugar de destaque nos Gatas ao lado de Axi, Vohu Mana e outros. Aparece às vezes como abstração, às vezes como indivíduo. Em Iasna 33.5, Zaratustra o invoca, e o verbo zbā- ("invocar") é caracteristicamente usado para invocar divindades. Em Iasna  43.12, é nomeado junto de Axi, o que originaria na literatura pós-gática seu epíteto aṣ̌ya.